# Longevelle-sur-Doubs
Longevelle-sur-Doubs település Franciaországban, Doubs megyében. Lakosainak száma 653 fő (2022. január 1.). Longevelle-sur-Doubs Beutal, La Prétière, Saint-Maurice-Colombier és Blussangeaux községekkel határos.

## Népesség
A település népességének változása:
| Lakosok száma | 448  | 493  | 657  | 628  | 679  | 697  | 682  | 670  | 665  | 653  |
|               | 1968 | 1982 | 1990 | 2006 | 2013 | 2015 | 2017 | 2019 | 2020 | 2022 |